# Häcklöpning

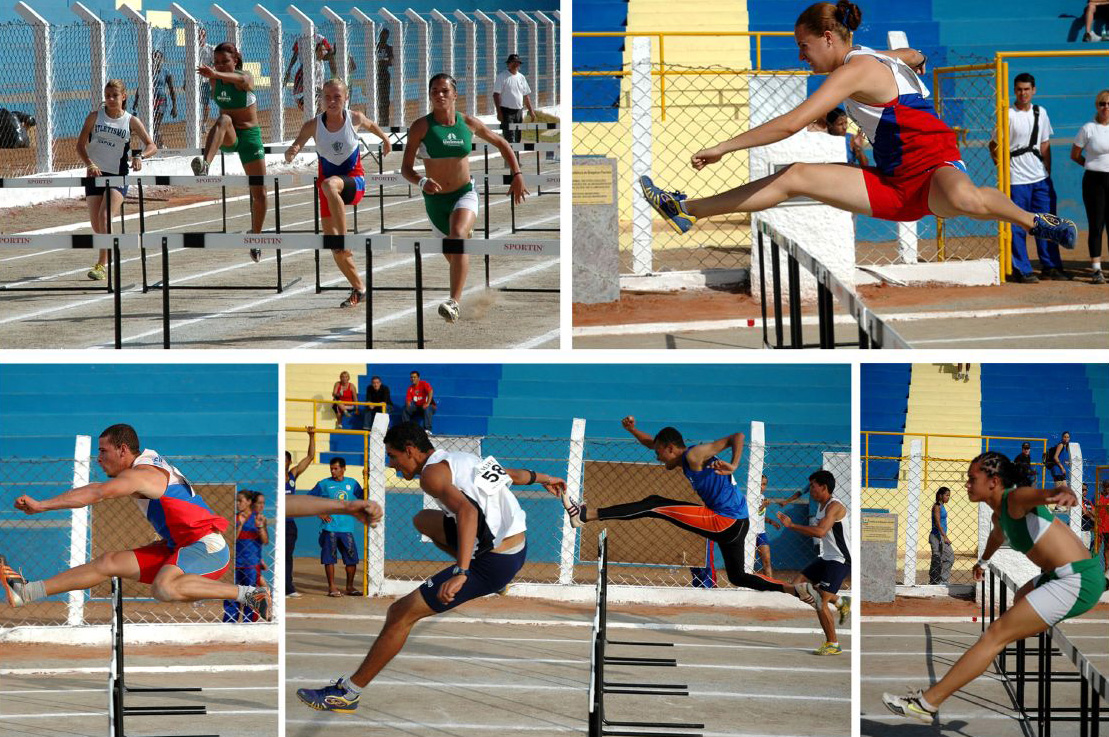
Olika situationer under häcklöpningen.

Häcklöpning, häck, löpgren inom friidrott. Officiella distanser är 100 m för damer, 110 m för herrar och 400 meter för bägge könen. (Till och med OS 1968 löpte damerna 80 m.)

## Rekord
| Distans        | Världs- rekord | Person            | Nationalitet | Tidpunkt         | Plats               | Svenskt rekord | Person              | Tidpunkt                         | Plats                                          |
| 100 m häck (D) | 12,12          | Tobi Amusan       | Nigeria      | 24 juli 2022     | Eugene, USA         | 12,47          | Ludmila Engquist    | 29 juli 1996 och 28 augusti 1999 | Atlanta, USA och Sevilla, Spanien              |
| 110 m häck (H) | 12,80          | Aries Merritt     | USA          | 7 september 2012 | Bryssel, Belgien    | 13,35          | Robert Kronberg     | 4 juli 2001                      | Lausanne, Schweiz                              |
| 400 m häck (D) | 50,68          | Sydney McLaughlin | USA          | 22 juli 2022     | Eugene, USA         | 54,15          | Ann-Louise Skoglund | 30 augusti 1986                  | Stuttgart, Tyskland                            |
| 400 m häck (H) | 45,94          | Karsten Warholm   | Norge        | 3 augusti, 2021  | Tokyo, Japan        | 47,98          | Sven Nylander       | 1 augusti 1996                   | Atlanta, USA                                   |
| 60 m häck (H)  | 7,29           | Grant Holloway    | USA          | 24 februari 2021 | Madrid, Spanien     | 7,54           | Robert Kronberg     | 9 mars och 18 mars 2001          | Lissabon, Portugal och Glasgow, Storbritannien |
| 60 m häck (D)  | 7,68           | Susanna Kallur    | Sverige      | 10 februari 2008 | Karlsruhe, Tyskland | 7,68           | Susanna Kallur      | 10 februari 2008                 | Karlsruhe, Tyskland                            |

## Regler
- 10 häckar skall passeras på den egna banan. För ungdomsklasser med kortare avståndet varierar antalet häckar från 5 upp till 10 st.
- Det ena benet får dras lite utanför häcken, men inte så att det stör löparen på banan intill, eller att benet "släpar" och går lägre än häcken
- Det är tillåtet att riva häckarna, så länge som detta inte sker avsiktligt

I övrigt gäller samma regler som för övrig banseparerad löpning inom friidrott. 

### Höjder och avstånd utomhus
I listan nedan står K för damer, F för flickor, M för herrar och P för pojkar. Observera att veteranklasser kan ha andra distanser och häckhöjder, samt att distanser och häckhöjder för juniorklasser kan skilja sig länder emellan. För häckhöjderna gäller en tolerans på plus/minus 0,3 cm.
| Åldersklass   | Distans | Häckhöjd | Avstånd före första häck | Mellan häckar | Sista häck till mål |
| ------------- | ------- | -------- | ------------------------ | ------------- | ------------------- |
| F13           | 60 m    | 68,6 cm  | 11,75 m                  | 7,65 m        | 10 m                |
| P13           | 60 m    | 76,2 cm  | 11,75 m                  | 7,65 m        | 10 m                |
| F15           | 80 m    | 76,2 cm  | 12 m                     | 8 m           | 12 m                |
| P15           | 80 m    | 83,8 cm  | 13 m                     | 8,5 m         | 7,5 m               |
| F17           | 100 m   | 76,2 cm  | 13 m                     | 8,5 m         | 10,5 m              |
| F19, K22, K   | 100 m   | 83,8 cm  | 13 m                     | 8,5 m         | 10,5 m              |
| P17           | 110 m   | 91,4 cm  | 13,72 m                  | 8,9 m         | 16,18 m             |
| P19           | 110 m   | 99 cm    | 13,72 m                  | 9,14 m        | 14,02 m             |
| M22, M        | 110 m   | 106,7 cm | 13,72 m                  | 9,14 m        | 14,02 m             |
| F13, P13      | 200 m   | 68,6 cm  | 20 m                     | 35 m          | 40 m                |
| F15, P15, F17 | 300 m   | 76,2 cm  | 45 m                     | 35 m          | 45 m                |
| P17           | 300 m   | 83,8 cm  | 45 m                     | 35 m          | 45 m                |
| F19, K22, K   | 400 m   | 76,2 cm  | 45 m                     | 35 m          | 40 m                |
| P19, M22, M   | 400 m   | 91,4 cm  | 45 m                     | 35 m          | 40 m                |

### Höjder och avstånd inomhus
| Åldersklass      | Distans | Häckhöjd | Avstånd före första häck | Mellan häckar | Sista häck till mål |
| ---------------- | ------- | -------- | ------------------------ | ------------- | ------------------- |
| F/P10, F/P11     | 60 m    | 60 cm    | 10,5 m                   | 6,5 m         | 10,5 m              |
| F13              | 60 m    | 68,6 cm  | 11,75 m                  | 7,65 m        | 10 m                |
| P13              | 60 m    | 76,2 cm  | 11,75 m                  | 7,65 m        | 10 m                |
| F15              | 60 m    | 76,2 cm  | 12 m                     | 8 m           | 16 m                |
| F17              | 60 m    | 76,2 cm  | 13 m                     | 8,5 m         | 13 m                |
| P15, F19, K22, K | 60 m    | 83,8 cm  | 13 m                     | 8,5 m         | 13 m                |
| P17              | 60 m    | 91,4 cm  | 13,72 m                  | 8,9 m         | 10,68 m             |
| P19              | 60 m    | 99,1 cm  | 13,72 m                  | 9,14 m        | 9,72 m              |
| M22, M           | 60 m    | 106,7 cm | 13,72 m                  | 9,14 m        | 9,72 m              |